# María Verdoy
María Verdoy (Valencia, 16 de febrero de 1985) es una periodista y presentadora de televisión española conocida por sus colaboraciones en programas de Mediaset España como Cazamariposas, Viva la vida o Fiesta. Entre el 6 de enero de 2024 y el 27 de julio de 2025, presentó Socialité en Telecinco.

## Biografía
Licenciada en Periodismo y Comunicación Audiovisual por la Universidad de Valencia, además de haber cursado formación complementaria en presentación de TV y radio, tras sus inicios en la radio y sus colaboraciones en Canal Nou, dio el salto a la televisión en 2013 como reportera de Cazamariposas, donde se mantuvo hasta 2019.
La periodista ha trabajado en multitud de programas de Mediaset España, entre los que destacan Viva la vida, Ya es mediodía, Sálvame Mediafest o Fiesta. 
Durante el verano de 2023 se encargó junto a Frank Blanco de presentar Fiesta de verano durante las vacaciones estivales de Emma García.
A finales de 2023 se anunció que sustituiría a María Patiño y Nuria Marín al frente de Socialité. El 6 de enero de 2024 se estrenó como presentadora del programa.

## Trayectoria
| Año         | Título                         | Cadena            | Notas                                  |
| ----------- | ------------------------------ | ----------------- | -------------------------------------- |
| 2013 – 2019 | Cazamariposas                  | Divinity          | Reportera                              |
| 2018 – 2022 | Viva la vida                   | Telecinco         | Copresentadora y redactora             |
| 2022        | Sálvame Mediafest              | Telecinco         | Concursante - Ganadora                 |
| 2022        | Sálvame                        | Telecinco         | Invitada                               |
| 2022        | Ya es mediodía                 | Telecinco         | Presentadora suplente                  |
| 2022        | ¡Viva la fiesta!               | Telecinco         | Invitada                               |
| 2022 – 2023 | Fiesta                         | Telecinco         | Copresentadora y redactora (2022-2023) |
| 2022 – 2023 | Fiesta                         | Telecinco         | Presentadora suplente (2023)           |
| 2023        | Fiesta de verano               | Telecinco         | Presentadora                           |
| 2023        | Rediséñame                     | Cuatro y Divinity | Presentadora                           |
| 2024 – 2025 | Socialité                      | Telecinco         | Presentadora                           |
| 2024        | Socialité Club                 | Divinity          | Presentadora                           |
| 2025        | Las chicas de la cuarta planta | Divinity          | Presentadora                           |